# Orfelia monchroma
Orfelia monchroma är en tvåvingeart som beskrevs av Edwards 1933. Orfelia monchroma ingår i släktet Orfelia och familjen platthornsmyggor. Inga underarter finns listade i Catalogue of Life.